# Дебелоклюн пингвин
Дебелоклюният пингвин (Eudyptes pachyrhynchus) е вид птица от семейство Пингвинови (Spheniscidae). Видът е световно застрашен, със статут Уязвим.

## Разпространение
Разпространен е в Нова Зеландия.